# BlinkNow Foundation
BlinkNow Foundation es una organización sin fines de lucro que opera una escuela y un hogar para niños en el distrito de Surkhet, Nepal. Fue fundada en 2007 por la filántropa estadounidense Maggie Doyne.

## Programas
La escuela Kopila Valley ofrece educación gratuita desde el preescolar hasta el 12º. grado para más de 400 estudiantes de entornos de escasos recursos y emplea a más de 100 maestros y personal de apoyo. El hogar de niños de la organización proporciona refugio, nutrición y apoyo a los huérfanos y otros niños en riesgo. El campus también cuenta con una clínica de salud y un centro para mujeres.
BlinkNow identifica la sostenibilidad como uno de sus valores fundamentales. En 2017, la organización abrió un nuevo campus para su Kopila Valley School, que ha anunciado como «la escuela más ecológica de Nepal». El campus cuenta con paredes de tierra apisonada que tienen casi medio metro de espesor, además de múltiples sistemas de generación de energía solar y recolección y reciclaje de agua de lluvia. En 2019, BlinkNow fue nombrado finalista del Premio de Sostenibilidad Zayed en la categoría de Escuelas Secundarias Globales.

## Repercusión internacional
BlinkNow recibió una atención generalizada después de que su fundadora, Maggie Doyne, fuera seleccionada como la Héroe del Año de la CNN en 2015. En 2016, la autora Elizabeth Gilbert compartió un video de ella misma cantando una versión de karaoke de Total Eclipse of the Heart de Bonnie Tyler para recaudar fondos para la organización después de enterarse de que Doyne se inspiró en parte en sus memorias Eat, Pray, Love. En agosto de 2019, la organización fue presentada por Harry y Meghan, el duque y la duquesa de Sussex, en su cuenta de Instagram junto con otras organizaciones, incluidas Earth Day Network y Children International.